# Bosc-Bordel
Bosc-Bordel – miejscowość i gmina we Francji, w regionie Normandia, w departamencie Sekwana Nadmorska.
Według danych na rok 1990 gminę zamieszkiwało 401 osób, a gęstość zaludnienia wynosiła 34 osoby/km² (wśród 1421 gmin Górnej Normandii Bosc-Bordel plasuje się na 530. miejscu pod względem liczby ludności, natomiast pod względem powierzchni na miejscu 253.).